# Удупі
Удіпі або Удупі (каннада ಉಡುಪಿ — місто в індійському штаті Карнатака, столиця округу Удіпі. Відоме своїм храмом Крішни, що є місцем паломництва послідовників індуїстської традиції вайшнавізму.

## Етимологія
Згідно з однією з версій, «Удіпі» походить від «Одіпу» — назви міста мовою тулу. Ця назва тулу своєю чергою асоціюється з храмом Баларами в селі Вадабхандешвара, що за шість кілометрів на захід від Удіпі. За переказами, саме в цьому місці Мадхавачарья виявив Мурті Шрі Крішни в шматку глини для Тілаки.
Згідно з іншою версією, назва Удупі є поєднанням санскритських слів уду і па, які відповідно означають «зірки» і «Господь». Відповідно до пуранічної легенди, якось внаслідок прокляття Дакши Місяць майже згас. У Дакши було 27 дочок (27 зірок, або Накшатра в ведичній астрології), які були замужем за богом Місяця Чандрою. Чандра і його дружини створили Шива-лінгам і почали молиться йому, просячи Шиву повернути Місяцю його колишнє сяйво. Шива був задоволений їхніми молитвами і зняв з Місяця прокляття Дакши, завдяки чому він знову засяяв з колишньою силою. Згідно з легендою, Чандра і його дружини молилися лінгаму в храмі Чандрамулешвара в Удупі. Цьому Шива-лінгаму поклоняються там до цього часу. Таким чином, згідно з цією історією Удупі означає «земля Господа зірок».

## Релігійне значення

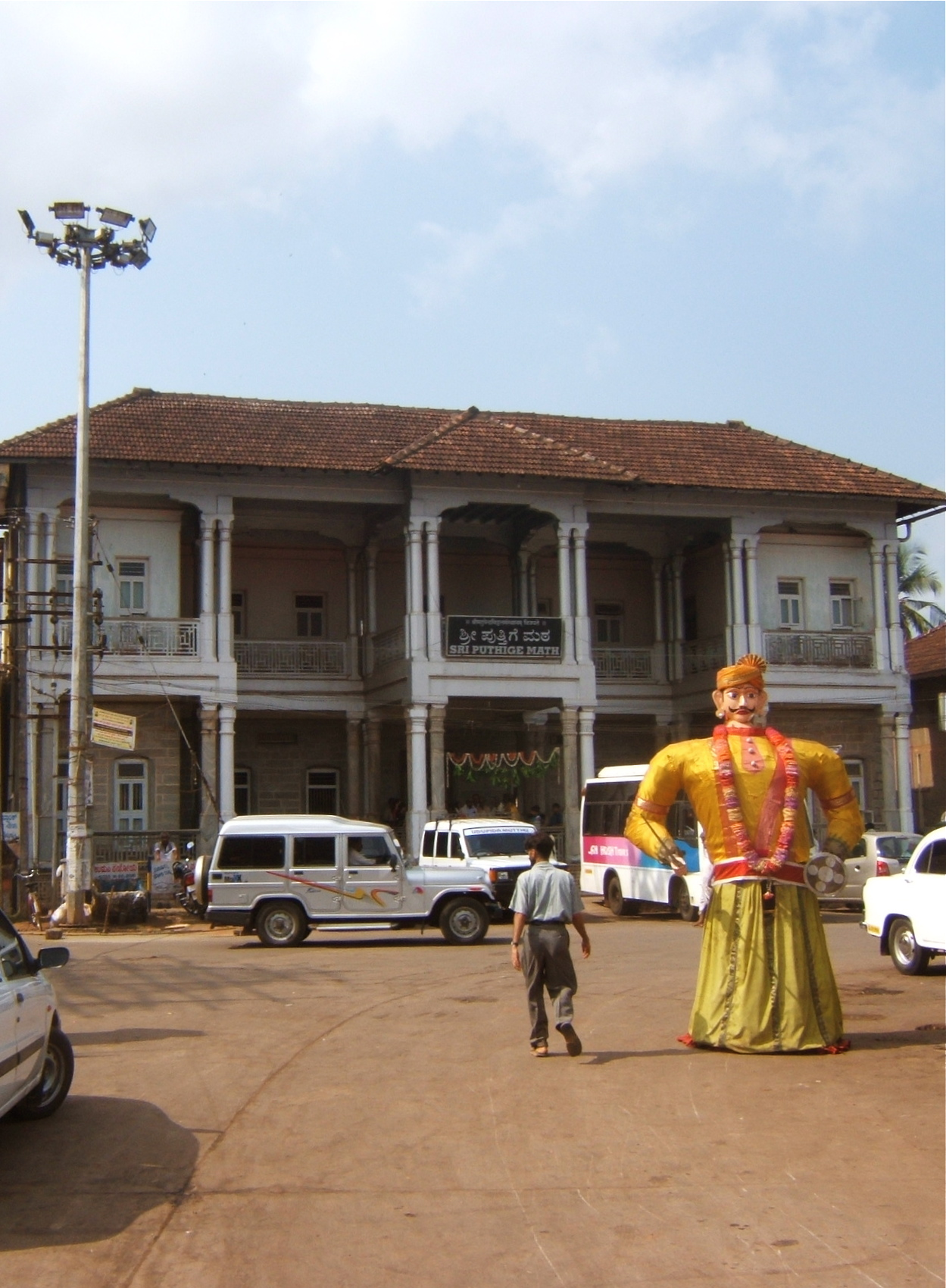
Путхіге-Матх — один з вайшнавських Ашта-Матхів в Удупі.

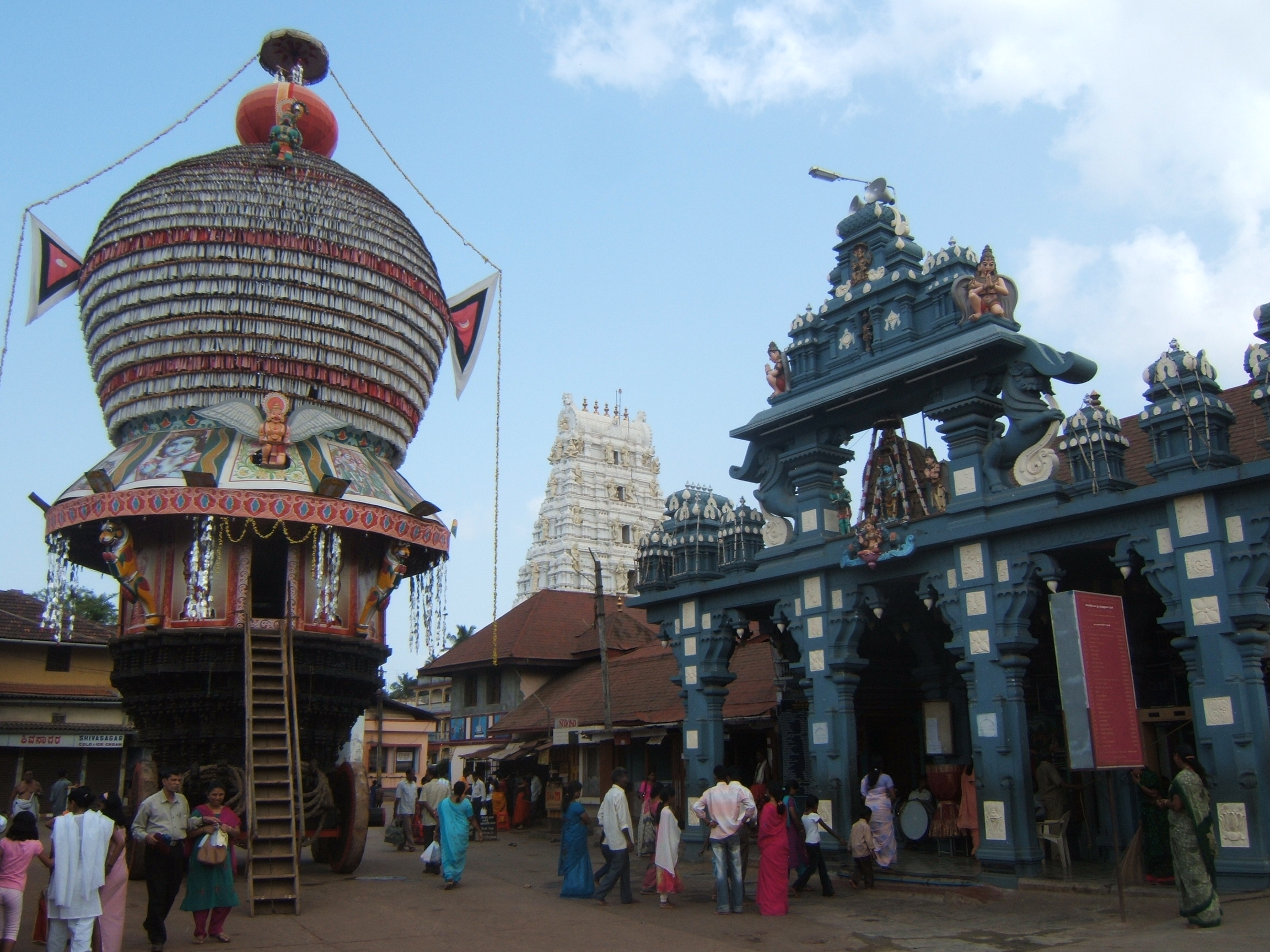
Храм Крішни в Удупі ; зліва — храмова ратха, використовувана під час релігійних фестивалів.

Удупі насамперед відомий своїм храмом Крішни або Шрі Крішна-Матх, заснованим великим індуїстським святим ачар'я Мадхва в XIII столітті.
За переказами, божество Крішни в Удупі було виготовлено понад 5000 років тому з Шалаграма-Шили самим Крішною за допомогою зодчого богів Вішвакарми. Кажуть, що цьому божеству поклонялася дружина Крішни Рукміні в Двараці. Це Мурті зображує Крішну в дитячому віці — ця форма Крішни називається Бала-Крішна. Через деякий час божество потрапило до Арджуни, який поклонявся йому і в кінці свого життя сховав його. З плином часу Мурті покрилося товстим шаром глини. Один капітан корабля підняв цей шматок глини на борт свого судна і став використовувати його як баласт. Якось корабель цей пропливав повз берег біля села Малпа, що за п'ять кілометрів на захід від Удупі. Почався шторм і корабель був близький до того, щоб зазнати трощі. Але Мадхавачар'я, який перебував у той час на березі, замахав своїм одягом, привернув увагу моряків і так врятував судно й людей на ньому. В знак подяки, капітан попросив Мадхвачар'ю прийняти в дар будь-яку річ, яку він побачить на борту корабля. Мадхавачар'я забрав з собою шматок глини. Розламавши його, він виявив прекрасні Мурті Крішни і Баларами. Балараму він встановив близько селища Малпа, і це божество з того часу відоме під ім'ям Вадабхандешвара. Мурті Крішни Мадхвачарья відніс в Удупі і встановив його в храмі. Розпочате ним поклоніння цим божествам не припиняється й донині.
Управління Матх і підтримку храму Мадхвачарья передав своїм 8 учням. Кожен з них заснував в Удупі свій власний Матх. Всі ці Матхи відомі як Ашта-Матх («вісім Матх»). Це Педжавара, Путхіге, Палімару, Адамар, Содха, Каніюру, Шірур і Крішнапура. З того часу Ашта-Матхи відповідають за проведення щоденних богослужінь і управління храму. Матхи виконують ці обов'язки по черзі, змінюючи один одного кожні два роки. Передача управлінських функцій від одного Матхи іншому здійснюється в день фестивалю Пар'яя, що проводиться раз на два роки. Кожен Матх очолює Свамі, який на два роки стає главою адміністрації храму.
У XVI столітті, коли храм був під управлінням Вадіраджі Тіртха, великий відданий Крішни Канака Даса прийшов в Удупі з метою поклонитися божеству Шрі Крішни в Шрі Крішна-Матх. Через те, що Канака Даса був низького походження, йому не дозволили увійти в храм. Обійшовши навколо святині, він побачив маленьке віконце в задній частині храму. Зрадівши можливості вперше споглядати свого коханого, Канака припав до цього віконця, де зміг побачити Крішну тільки зі спини. Канака Даса, забувши про все, почав співати Крішни хвалебний гімн. Люди, заворожені мелодією і словами його Бхаджана, зібралися навколо. Вони були вражені глибиною бгакті цього простолюдина. Тут, на превеликий подив сотень людей і священнослужителів, Мурті Крішни розгорнулося і дозволило Канаці отримати даршан. І досі паломникам показують те місце і віконце (відоме як канакана-Кінді), біля якого Канака Даса співав свою пісню і Крішна, зворушений чистим коханням і відданістю Канака Даси, відповів на його любов. Божество Крішни стоїть обличчям до канакана-Кінді і досі. Таким чином, храм Крішни в Удупі є єдиним індуїстським храмом, в якому Мурті стоїть спиною до входу.
Канака-Кінді оздоблена барельєфами із зображенням десяти втілень Вішну. Божество Бала-Крішни можна побачити крізь дев'ять маленьких дірок. У лівій руці Крішна тримає мотузку, а в правій — мантхара-данду, палицю для збивання масла. Крішна-Матх відомий своїми релігійними звичаями і традиціями, а також як місце вивчення філософії Двайт. Це також центр Даса-сахітья, однієї з форм літератури, яка зародилася в Удупі.

### Релігійні свята
В Удупі регулярно проводиться ряд свят, на які збираються як місцеві жителі, так і паломники. Фестиваль Пар'яя відзначається 18 січня кожного парного року 2006, 2008, 2010. Святкування починається о 3-й годині ранку.
Джанмаштамі — це інший великий фестиваль, що проводиться щорічно. Під час цього фестивалю, люди, одягнені в костюми тигра або інші костюми, ходять по крамницях і будинках в Удупі і збирають пожертви.
Щороку в серпні в храмі Шрі Лакшмі Венкатеш проводиться фестиваль Бхаджана-Саптаха. Саптаха означає «тиждень». В ході фестивалю протягом тижня безперервно співають бхаджани.
Ратхотсава або Фестиваль колісниць практично завжди проводиться на Ратхабіді (Вулиці колісниць). Під час святкування місцеві жителі тягнуть колісницю (ратху) Крішни уздовж Ратхабіді.

## Населення
Відповідно до загальноіндійського перепису 2001 року, в Удупі проживало 113 039 людей, з яких чоловіки становили 49 %, жінки — 51 %. Рівень грамотності дорослого населення становив 83 %, що вище середньоіндійського рівня (59,5 %). Серед чоловіків рівень грамотності дорівнював 86 %, серед жінок — 81 %. 8 % населення становили діти до 6 років.
Удупі управляється міською муніципальною радою. У 1995 році до складу Удупі увійшли населені пункти Маніпал, Малпа та Сантхекатте. 25 серпня 1997 року був утворений округ Удупі, адміністративним центром якого стало місто Удупі. Округ сформували на місці талук Удупі, Кундапура і Каркала в окрузі Дакшіна-Каннада.
За міське планування й розвиток Удупі та прилеглих територій відповідає The Udupi Urban Development Authority (UUDA).

## Клімат
Клімат Удупі — жаркий влітку і теплий взимку. З березня по травень температура може досягати 40 °C, а з грудня по лютий — від 20 °C до 32 °C. Період мусонів, який триває з червня по вересень, відрізняється сильними вітрами і великою кількістю опадів.

## Мови
Найпоширенішою мовою в Удупі є тулу. Інші важливі мови: каннада, конкані і малаялам.

## Кухня
Термін «Удупі» (або «удіпі») часто асоціюється з вегетаріанською кухнею Удупі. Походження цієї кухні пов'язано з Крішна-Матх. Кожного дня божеству Крішни пропонують різні страви, в приготуванні яких існують обмеження на деякі інгредієнти й певні продукти в період чатурмаси (чотиримісячного періоду в сезон мусону). Ці обмеження в поєднанні з необхідністю урізноманітнити пропоновану Крішні їжу, привели до виникнення новаторської кухні Удупі, страви якої включають багато сезонних і місцевих продуктів. Кухня ця була розвинена брахманами Крішна-Матх в Удупі, які досі щодня готують їжу для божества Крішни й після цього безкоштовно розповсюджують Прасад охочим.

## Транспорт
Через Удупі проходить національна траса 17 (National Highway 17), яка з'єднує місто з Мангалуром і Карваром. Іншими важливими дорогами є траси в Карталу і Дхармастхалу, а також в Шимогу і Шрінгері. Автобуси приватних і державних компаній підтримують регулярне сполучення між Удупі й іншими населеними пунктами Карнатаки. Удупі — це одна зі станцій на Конканській залізниці. Найближчий аеропорт за 50 км від Удупі — це Мангалорський міжнародний аеропорт.
Сполучення всередині міста і його передмістях підтримується міськими автобусами, які починають свій маршрут з міського автовокзалу.
Село Малпа, що за 5 км від Удупі, є найближчим портом. Значно більший Мангалорській порт — за 50 км від Удупі.

## Економіка і промисловість
Удупі — одне з економічно розвинених міст Карнатаки. За рівнем доходів на душу населення Удупі займає третє місце в штаті Карнатака після Мангалура і Бангалора, які, відповідно, стоять за цим показником на першому і другому місці.
Удупі — це батьківщина таких великих індійських банків, як Syndicate Bank і Corporation Bank. Економіка Удупі в основному базується на сільському господарстві й рибальстві. Основними галузями харчової промисловості є вирощування та обробка горіхів кеш'ю і молочна промисловість. В Удупі немає великих промислових підприємств. Коли уряд Карнатаки підписав домовленість з компанією Cogentrix Light and Power Industry на будівництво теплоелектростанції в Нандікурі, проти здійснення проєкту виступили місцеві жителі й природоохоронні організації, внаслідок чого здійснення проєкту припинили. Спроба Nagarjuna Power Corporation побудувати іншу електростанцію в Падубідрі також зіткнулася з потужним опором.
Удупі також є батьківщиною відомої компанії Robosoft Technologies, що займається розробкою програмного забезпечення для Mac OS і Windows. Штаб-квартира компанії розташована в Новому Удупі (Сантхекатте, Калліанпур). Завдяки цій компанії, Удупі є значним центром інформаційних технологій в Індії.

## Мистецтво і культура
Основними культурними традиціями Удупі є бхута-кола, ати-календжа і нагарадхане. Місцеві жителі святкують такі фестивалі, як Дівалі, Дусшера і Різдво Христове. Великою популярністю користується така форма народного мистецтва як Якшагана — один з основних видів музично-танцювальних вистав індійського народного театру. Для підтримки і заохочення народних традицій регіону, в Удупі була створена організація Rathabeedhi Geleyaru, яка в основному сфокусована на індійському народному театрі.

## Плани подальшого розвитку
Удупі й далі розвивається, одночасно залишаючись важливим місцем паломництва, чимало проєктів розвитку міста перебувають на стадії розробки. Зокрема, модернізують трасу Аді Удупі-Кадія, що проходить через Калсанку (Траса 25 Малпа-Молакалмуру), яка є однією з головних транспортних артерій міста. Нова дорога буде чотирисмуговою трасою шириною в 24 метри. Модернізацію дороги в майбутньому продовжать до Маніпала. Завдяки цьому проєктові, в прилеглих до траси районах помітно зросли ціни на землю.
Здійснюються роботи по розширенню національної траси 17 від Суратхкала до Кундапура, яка також стане чотирисмуговою. В результаті також розширюються і модернізуються ті частини траси, які проходять по території Удупі. Також ведеться будівництво двох естакад на розвилках в Кіннімулкі і Каравалі, які, як очікується, зменшать транзит. Так само, як і в Майсуре і Мангалорі, в Удупі планується будівництво монорельсової залізничної системи. На підтримку її створення висловлювався губернатор штату Карнатаки Б. С. Ядьюраппа. Створення монорельсової залізниці має полегшити дорожній рух всередині міста. Фахівці аналізують фінансову доцільність проєкту.
Через великий приплив в Маніпал студентів з-за кордону, в Удупі планується відкрити аеродром для турбогвинтових літаків. Приватні й державні компанії мають плани будівництва в Удупі торгових комплексів. Ці проєкти розглядаються як доцільні через великі середні доходи на душу населення в Удупі й окрузі. В Удупі вже існує супермаркет великої індійської компанії «Big Bazaar», яка володіє мережею універсамів у багатьох великих містах Індії.

## Галерея

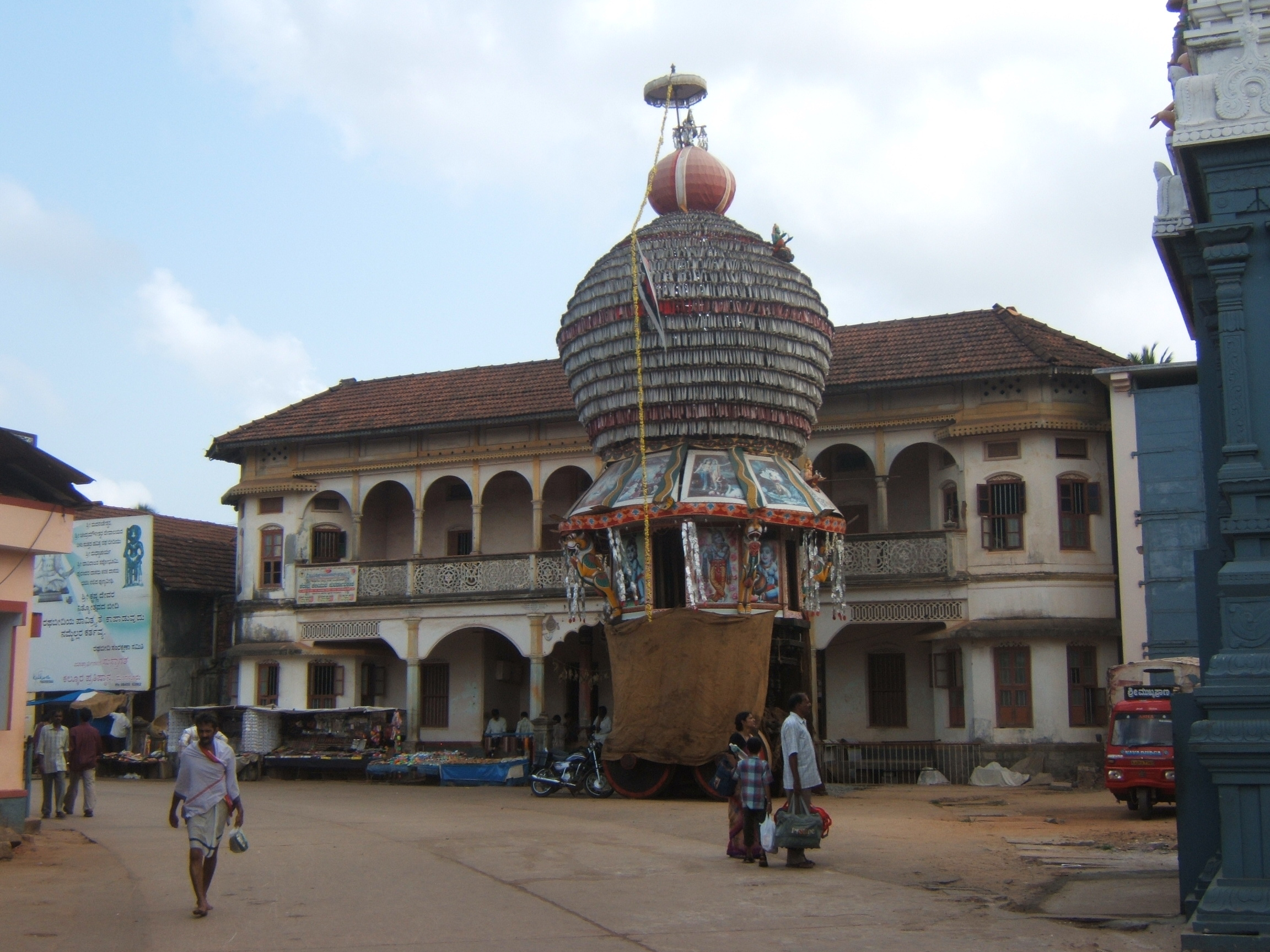
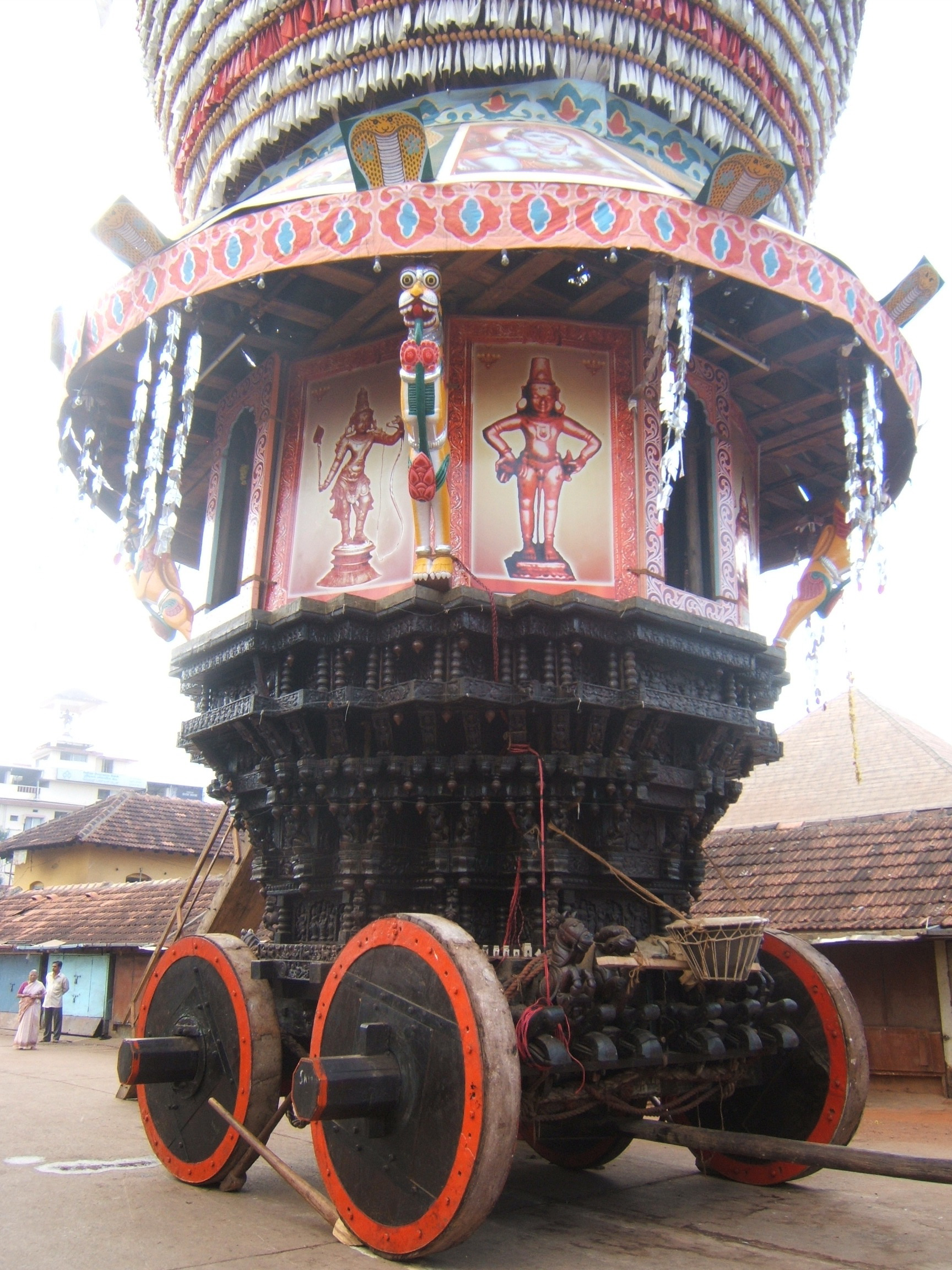
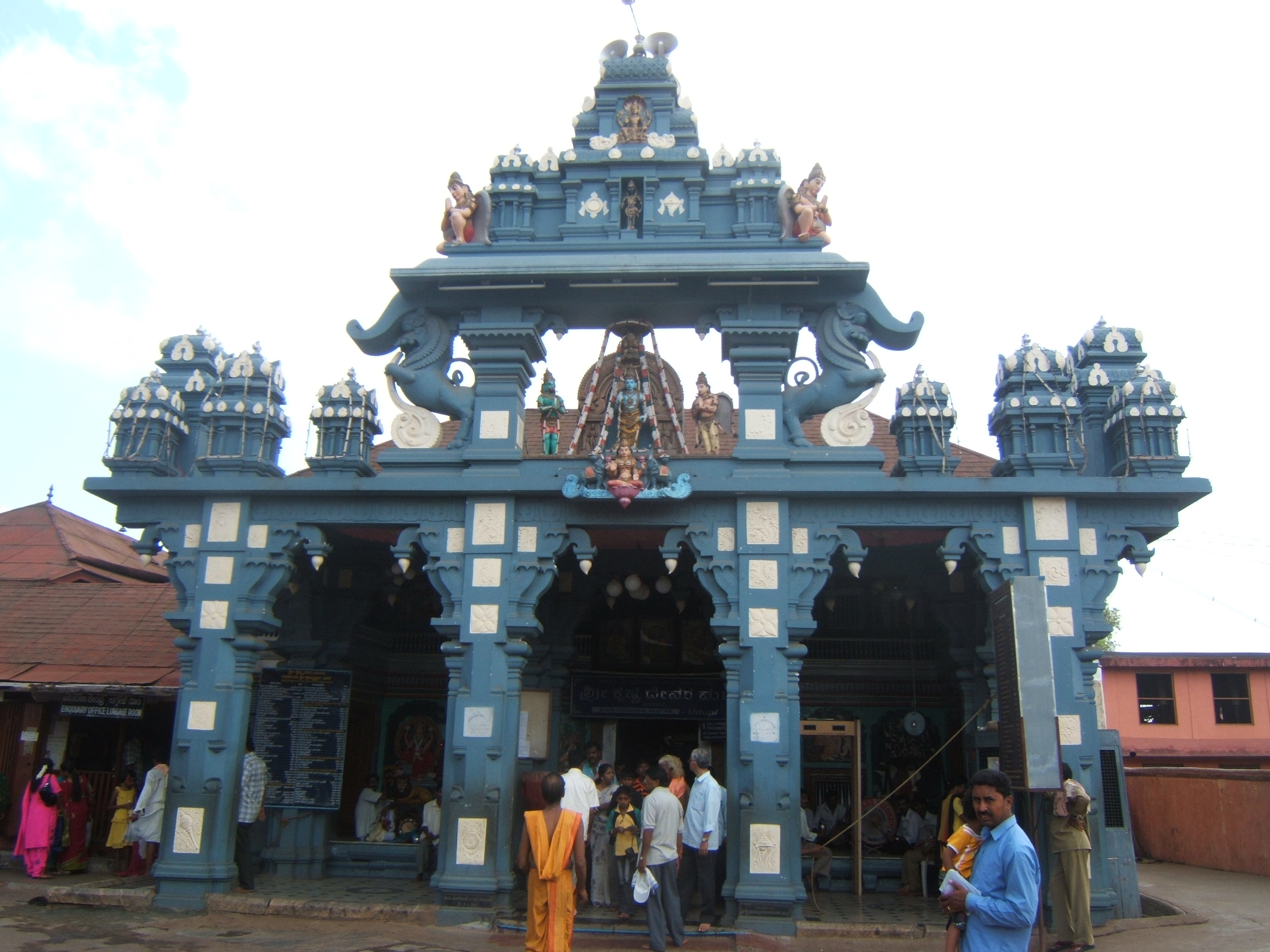
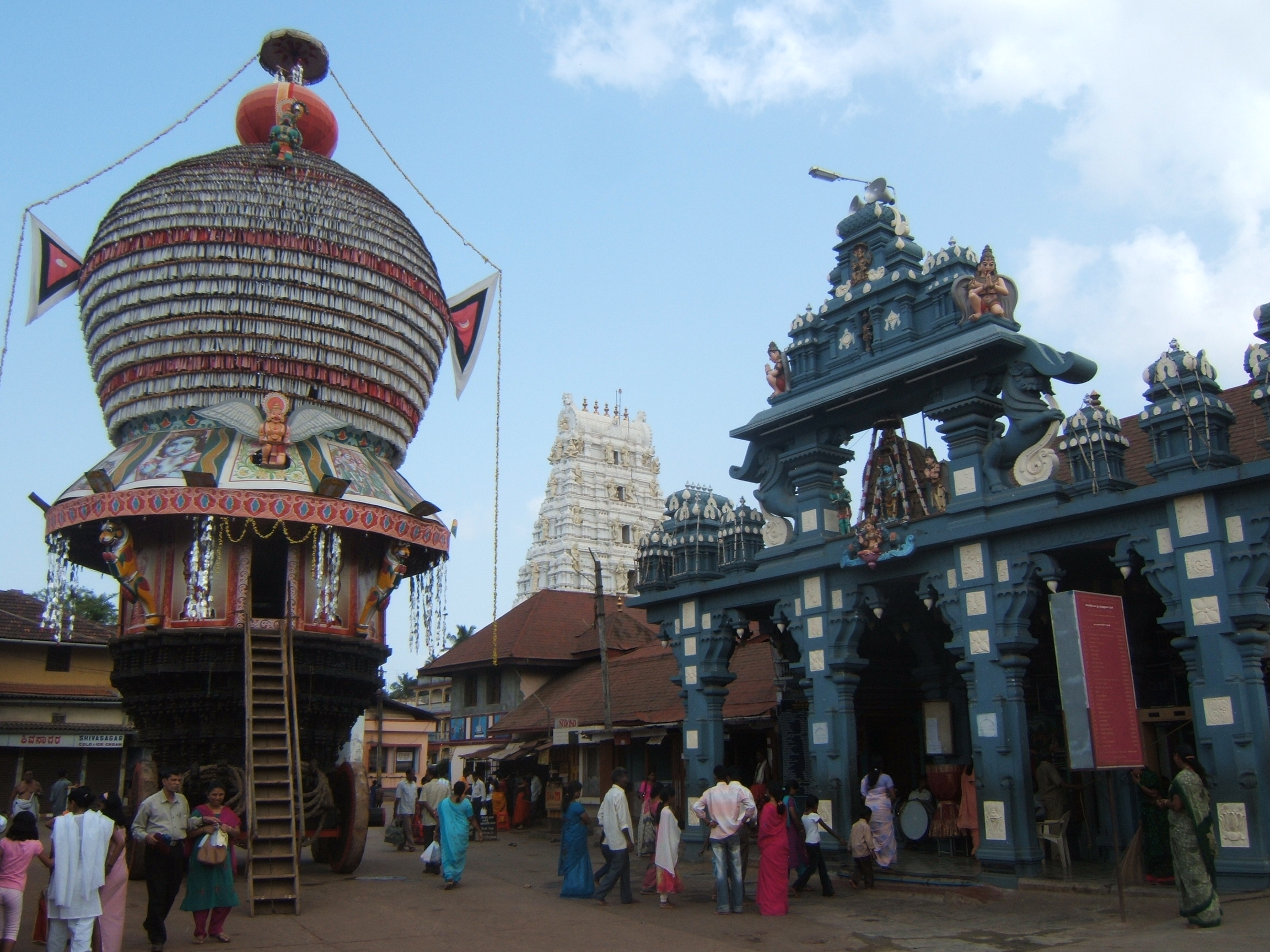
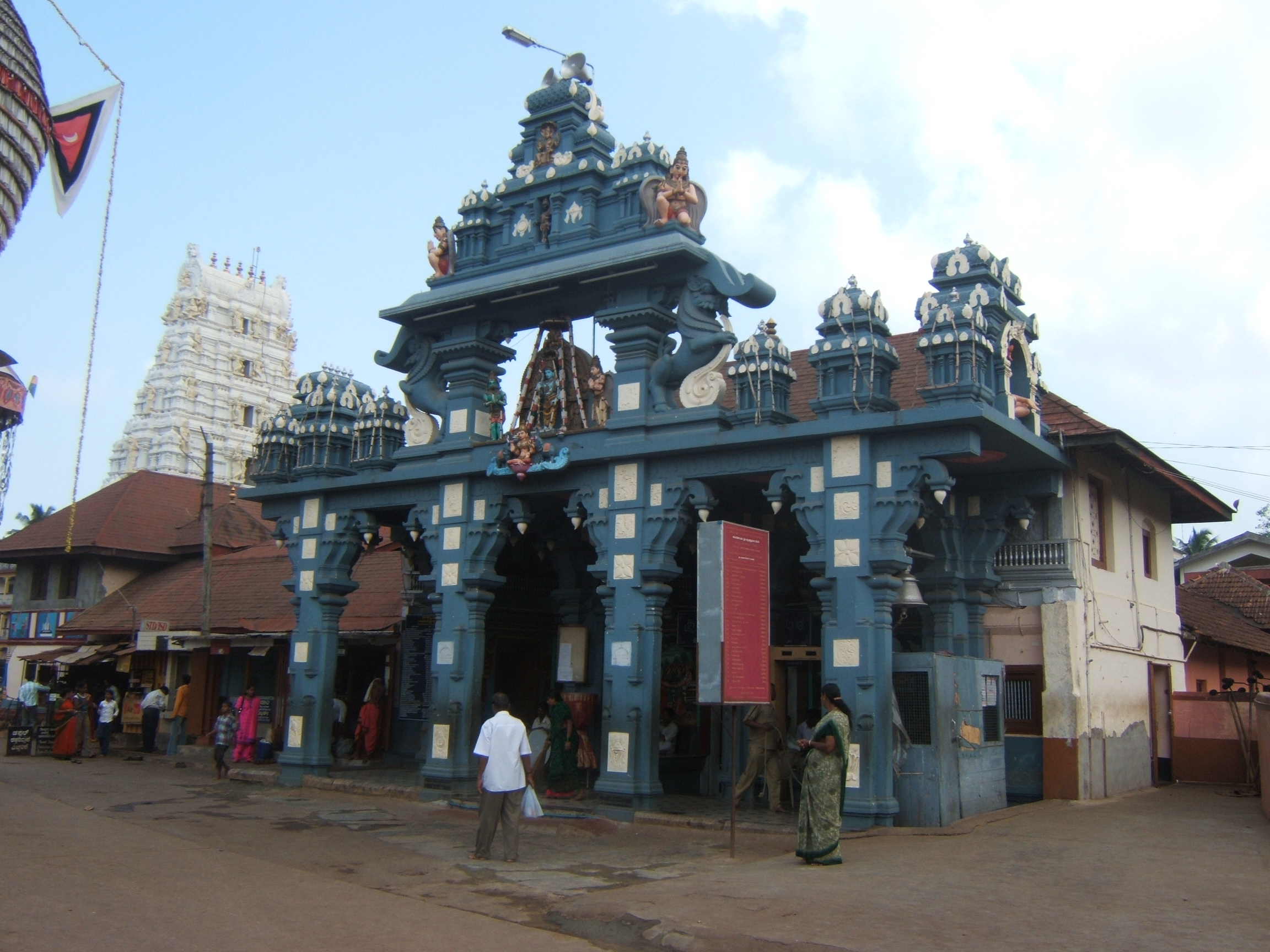
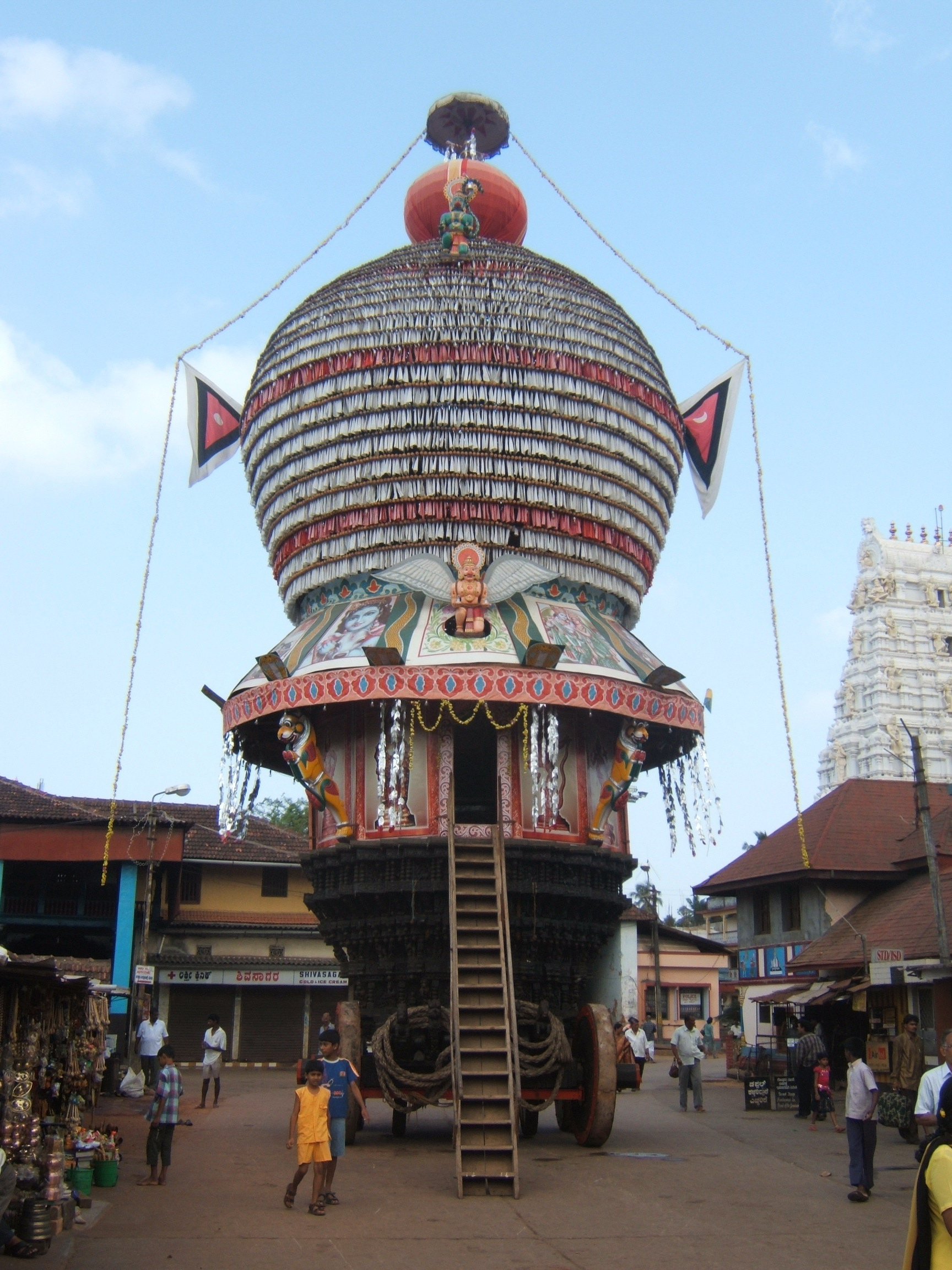
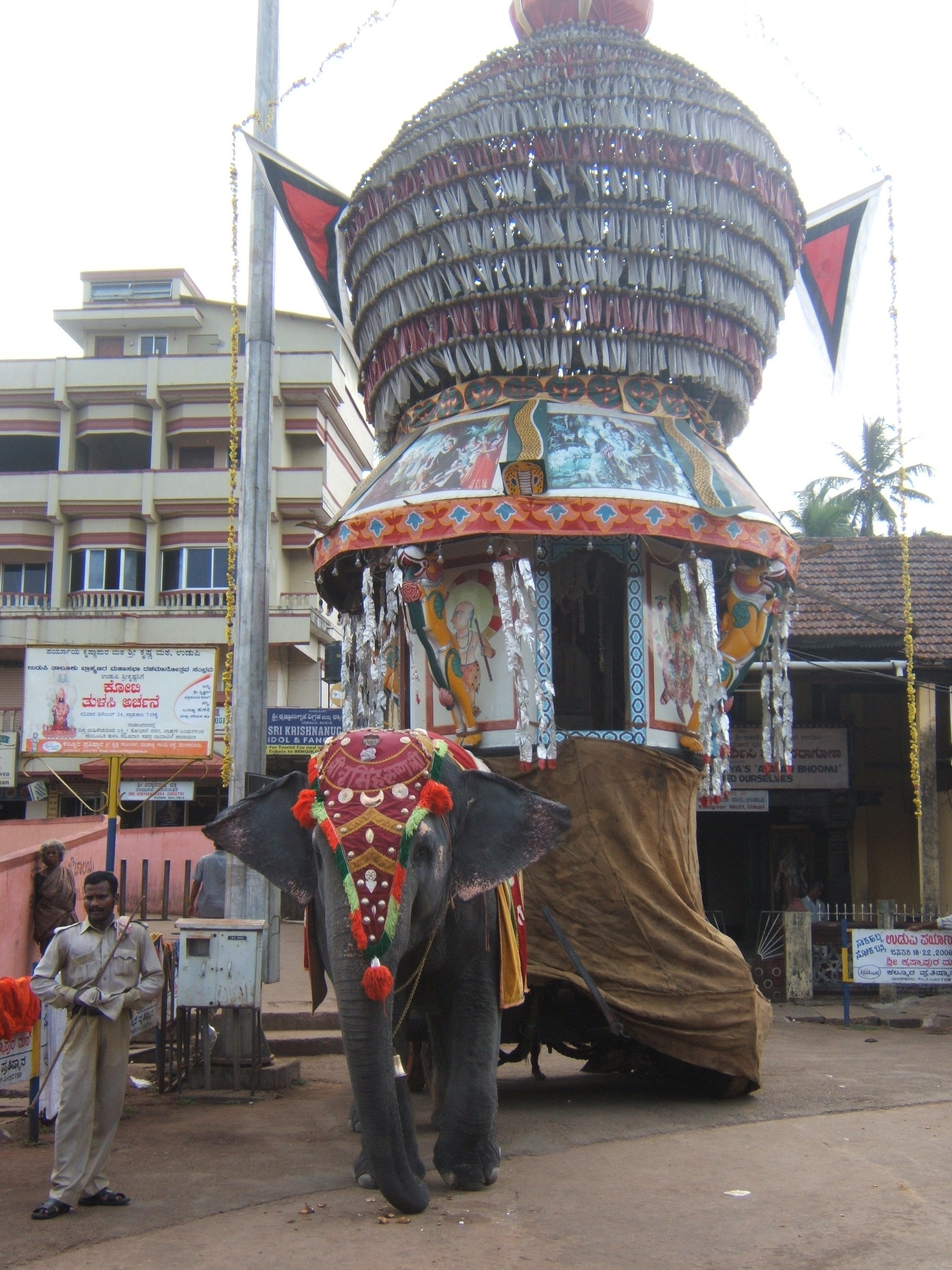
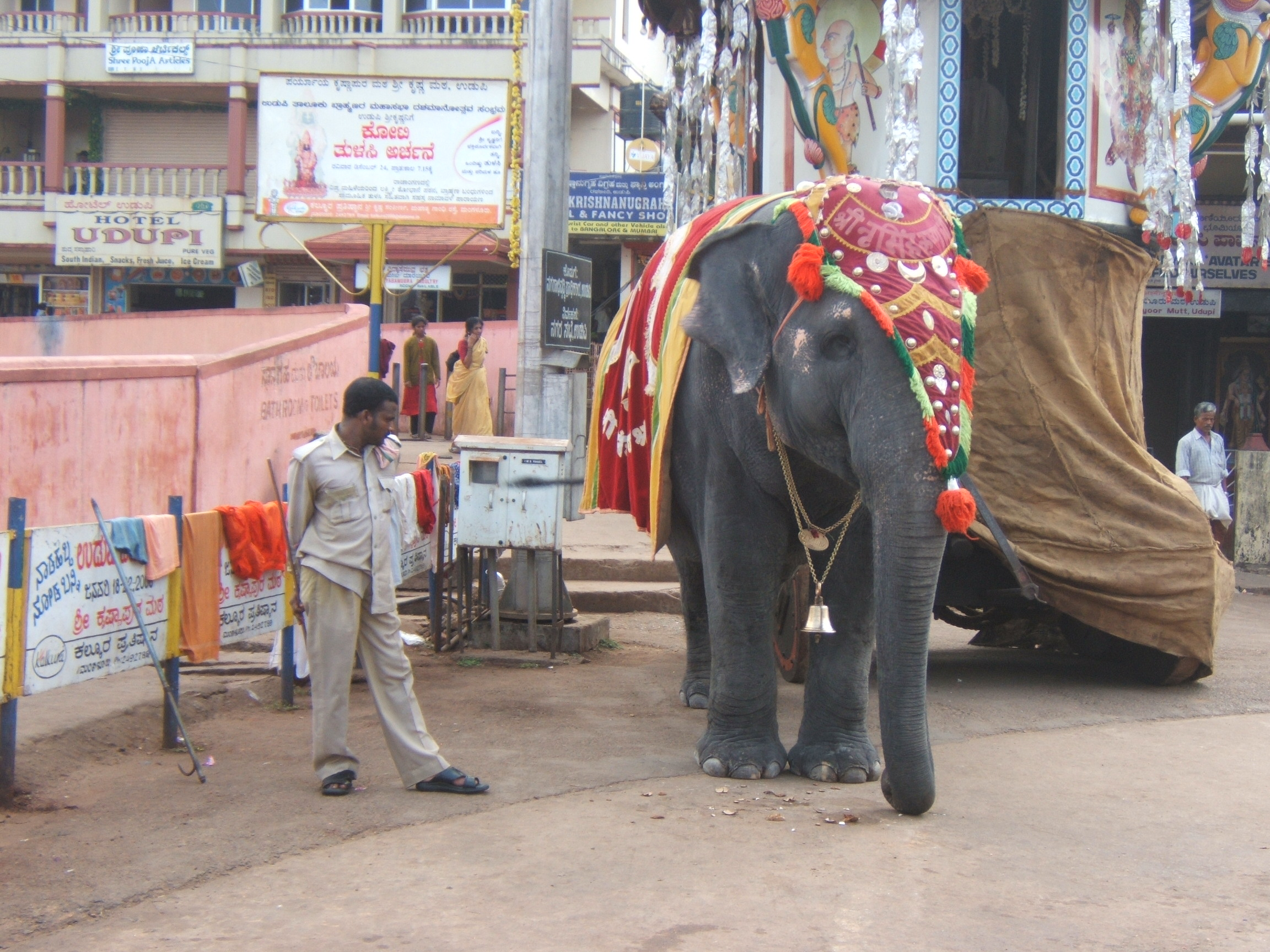
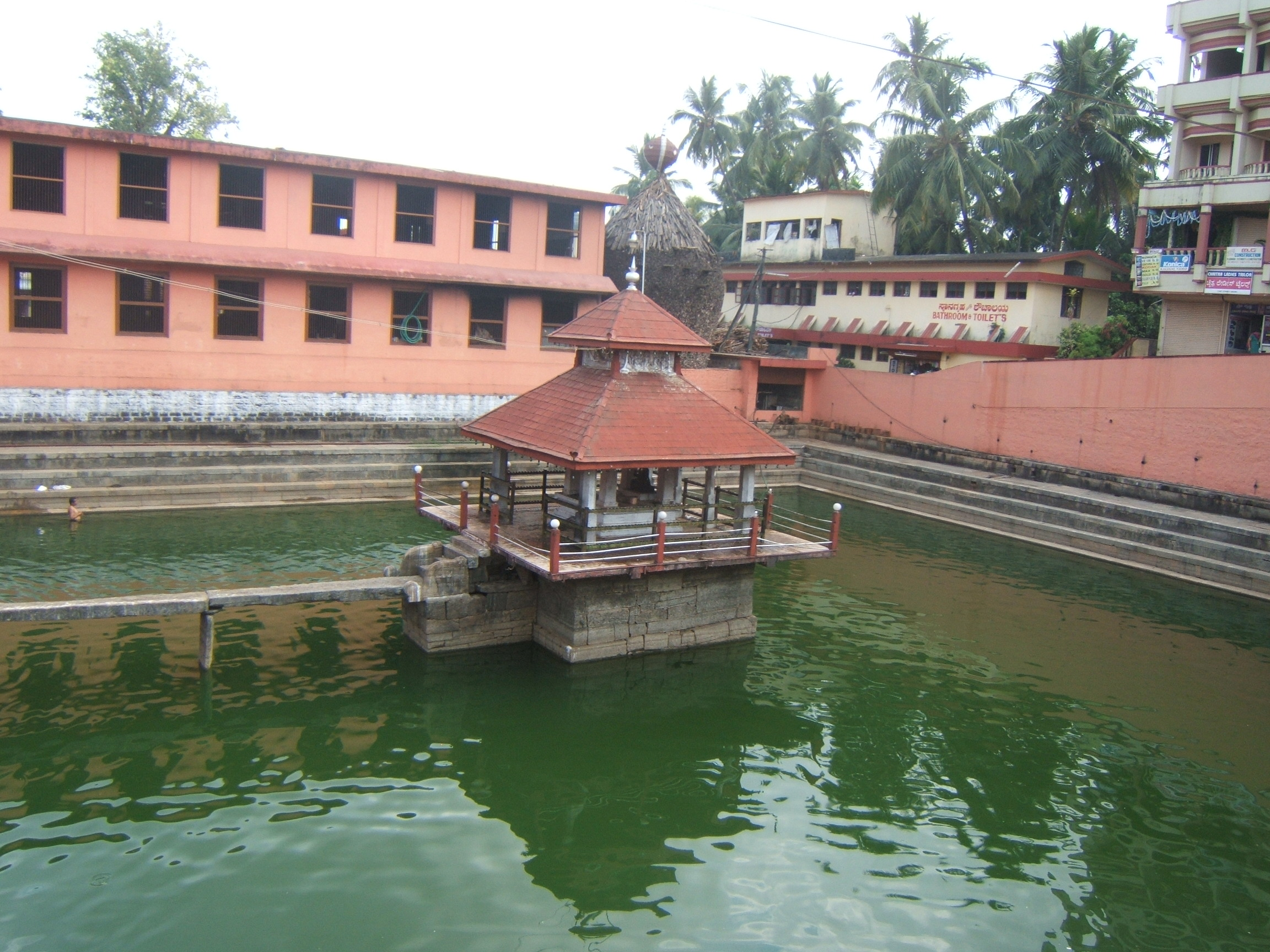
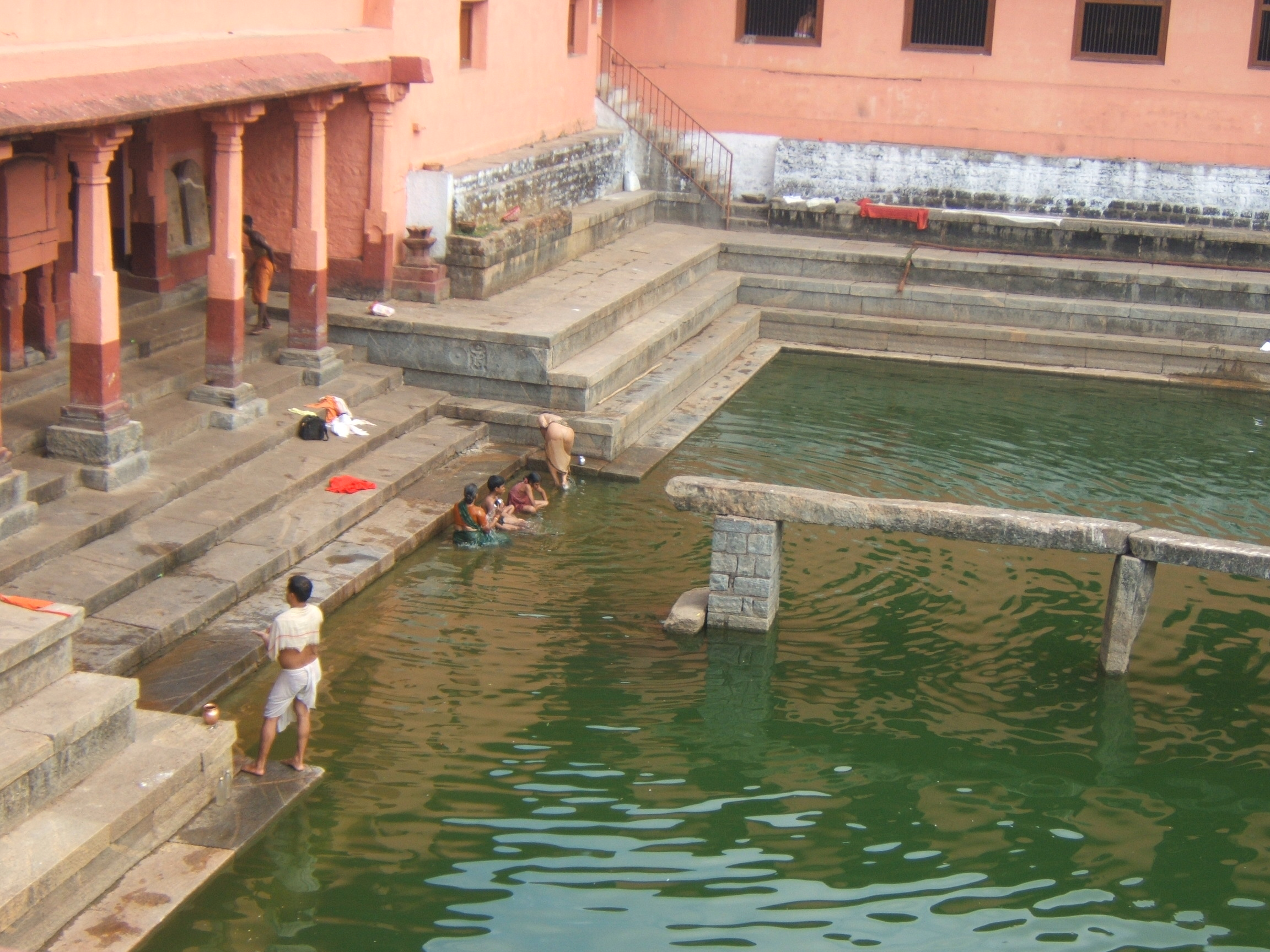
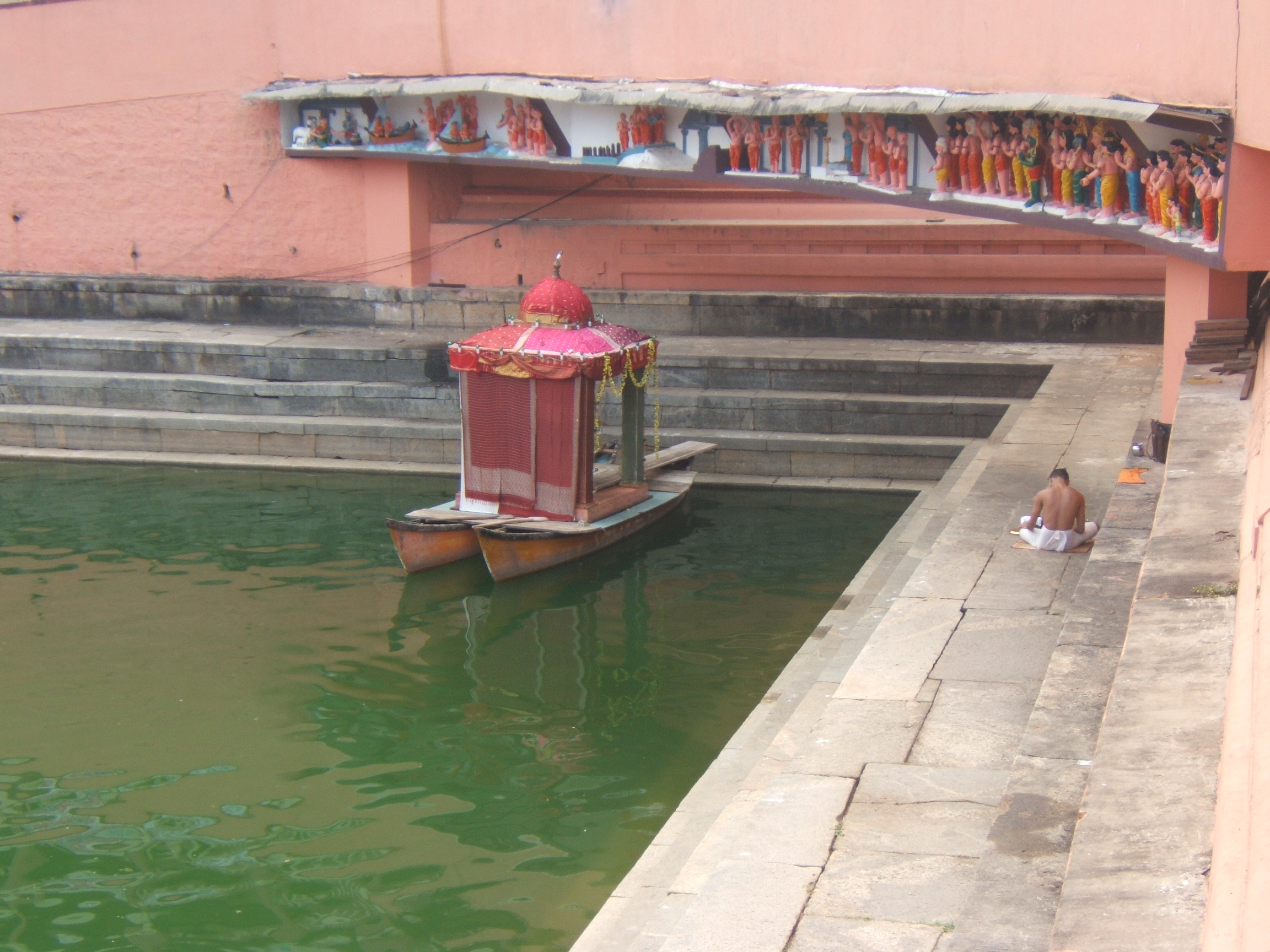
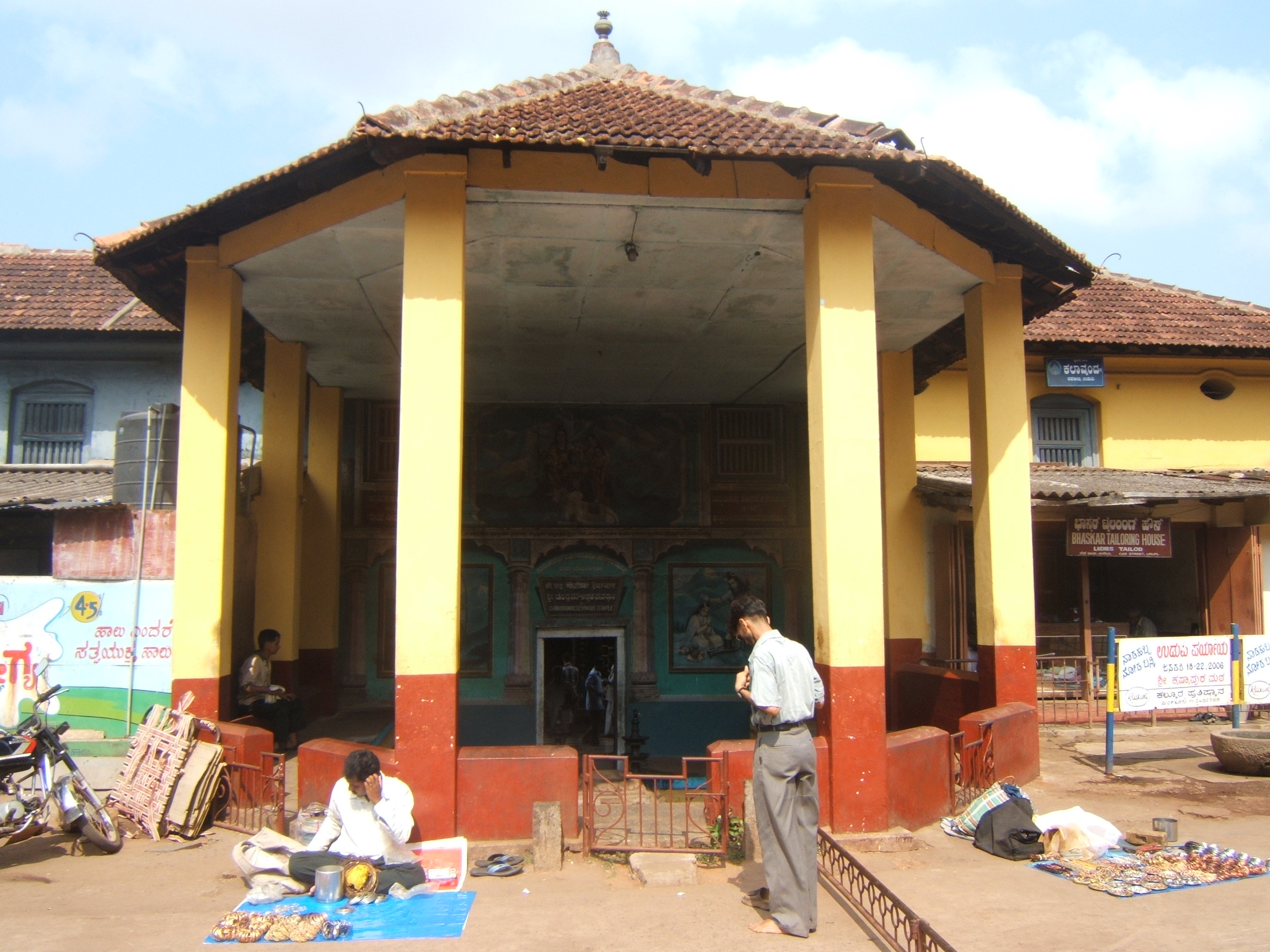